# Rokk Í Reykjavík
Rokk í Reykjavík é hoje considerado uma dos mais importantes documentários sobre a cultura musical da Islândia incluindo várias importantes bandas.
Compilação de bandas punk-rock islandêsas incluindo Tappi Tíkarrass.
Gravações feitas em meados de 1981, seguida de um documentário de mesmo nome.
- Kvikmyndir.is (Icelandic)